# ヴァーリア
ヴァーリア（伊: Vaglia）は、イタリア共和国トスカーナ州フィレンツェ県にある、人口約5,200人の基礎自治体（コムーネ）。

## 地理

### 位置・広がり

#### 隣接コムーネ
隣接するコムーネは以下の通り。
- ボルゴ・サン・ロレンツォ
- カレンツァーノ
- フィエーゾレ
- スカルペリーア・エ・サン・ピエロ
- セスト・フィオレンティーノ

### 気候分類・地震分類
ヴァーリアにおけるイタリアの気候分類 (it) および度日は、zona E, 2209 GGである。
また、イタリアの地震リスク階級 (it) では、zona 2 (sismicità media) に分類される。

## 行政

### 分離集落
ヴァーリアには以下の分離集落（フラツィオーネ）がある。
- Bivigliano, Caselline, Fontebuona, Montorsoli, Mulinaccio, Paterno, Pratolino, Viliani